# Pam Ferris

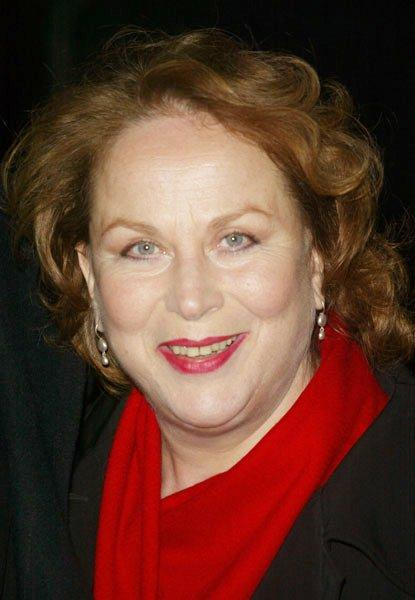
Pam Ferris (2012)

Pamela „Pam“ Ferris (* 11. Mai 1948 in Hannover, Deutschland) ist eine britische Schauspielerin.

## Kindheit und Ausbildung
Pam Ferris wurde als Tochter walisischer Eltern in Hannover geboren, wo ihr Vater bei der Royal Air Force stationiert war. Einige Monate nach ihrer Geburt zog die Familie zurück nach Wales. Dort lebte sie bis zu ihrem 13. Lebensjahr, als ihre Eltern beschlossen, nach Neuseeland zu ziehen. Sie absolvierte eine Theaterausbildung in Christchurch und Auckland. Im Alter von 22 Jahren kam sie zurück nach Großbritannien, wo sie zunächst vor allem als Bühnenschauspielerin arbeitete. Im Laufe der Jahrzehnte spielte sie an renommierten Schauspielhäusern wie dem Royal Court Theatre, dem National Theatre und dem Old Vic Theatre. Für ihren Auftritt in dem Stück The Entertainer von John Osborne am Old Vic wurde sie 2008 mit einem Clarence Derwent Award ausgezeichnet und 2007 bei den Laurence Olivier Awards in der Kategorie Beste Nebendarstellerin nominiert.
Ihr schauspielerisches Schaffen für Film und Fernsehen umfasst mehr als 70 Produktionen. Eine ihrer ersten Rollen vor der Kamera hatte sie 1983 in dem vielbeachteten Fernsehfilm Meantime unter Regie von Mike Nichols. Einem breiteren internationalen Publikum wurde sie erstmals 1996 durch ihre Darstellung der despotischen Schulleiterin Miss Agatha Trunchbull in der Filmkomödie Matilda bekannt, diese beschrieb sie im Nachhinein als eine ihrer Lieblingsrollen. Nach Matilda arbeitete sie 2002 erneut mit Regisseur Danny DeVito bei der Schwarzen Komödie Tötet Smoochy zusammen und spielte darin eine irische Gangsterin. Unter Regie von Alfonso Cuarón spielte sie im Jahr 2004 die unfreundliche Tante Magda in Harry Potter und der Gefangene von Askaban und zwei Jahre später in dem dystopischen Thriller Children of Men eine sympathische Rolle als Hebamme Miriam.
In Großbritannien ist Pam Ferris auch durch ihre Darstellung von bodenständigen Familienmüttern in den Serien The Darling Buds of May (1991–1993) und Where the Heart is (1997–2000) bekannt, für letztere Serienrolle erhielt sie drei Nominierungen bei den National Television Awards. Von 2003 bis 2006 spielte sie in der Krimiserie Rosemary & Thyme neben Felicity Kendal eine von zwei gärtnernden Hobby-Detektivinnen. Ab 2012 war sie in den ersten fünf Staffeln der erfolgreichen Serie Call the Midwife – Ruf des Lebens über Hebammen in der Nachkriegszeit als Nonne Schwester Evangelina zu sehen.
Ferris ist seit 1986 mit ihrem Schauspielkollegen Roger Frost (* 1948) verheiratet, sie leben in einem Dorf in der Grafschaft Kent.

## Filmografie (Auswahl)
- 1983: Meantime (Fernsehfilm)
- 1984: The House (Fernsehfilm)
- 1985: The Bill (Fernsehserie, Folge 1x10)
- 1985: Connie (Fernsehserie, 13 Folgen)
- 1987: Hardwicke House (Fernsehserie, 7 Folgen)
- 1987: Casualty (Fernsehserie, Folge 2x07)
- 1990: Orangen sind nicht die einzige Frucht (Oranges Are Not the Only Fruit, Miniserie)
- 1991–1993: The Darling Buds of May (Fernsehserie, 20 Folgen)
- 1994: George Eliots Middlemarch (Middlemarch, Miniserie)
- 1996: Matilda
- 1996: Wycliffe (Fernsehserie, Folge 3x07)
- 1996: Die Herrin von Wildfell Hall (The Tenant of Wildfell Hall, Miniserie)
- 1997–2000: Where the Heart Is (Fernsehserie, 36 Folgen)
- 2001: The Life and Adventures of Nicholas Nickleby (Fernsehfilm)
- 2002: Tötet Smoochy (Death to Smoochy)
- 2003: Pollyanna (Fernsehfilm)
- 2003–2006: Rosemary & Thyme (Fernsehserie, 22 Folgen)
- 2004: Harry Potter und der Gefangene von Askaban (Harry Potter and the Prisoner of Azkaban)
- 2004: Piccadilly Jim
- 2004: Agatha Christie’s Marple (Fernsehserie, Folge 1x03)
- 2006: Children of Men
- 2006: Jane Eyre (Miniserie)
- 2008: Der Andere (The Other Man)
- 2008: Telstar: The Joe Meek Story
- 2008: Klein Dorrit (Little Dorrit, Miniserie)
- 2009: Mitten im Sturm (Within the Whirlwind)
- 2009: Der Weihnachtsmuffel (Nativity!)
- 2009–2024: Gavin & Stacey (Fernsehserie, 3 Folgen)
- 2010: Nazi Invasion – Team Europa (Jackboots on Whitehall, Stimme)
- 2011: Inspector Barnaby (Midsomer Murders, Fernsehserie, Folge 14x03 Gesegnet sei die Braut)
- 2012: The Raven – Prophet des Teufels (The Raven)
- 2012: Nativity 2: Danger in the Manger!
- 2012–2016: Call the Midwife – Ruf des Lebens (Call the Midwife, Fernsehserie, 36 Folgen)
- 2013: Saving Santa – Ein Elf rettet Weihnachten (Saving Santa, Stimme)
- 2018: Holmes & Watson
- 2019: Tolkien

## Auszeichnungen (Auswahl)
- 1997: Saturn Award in der Kategorie „Beste Nebendarstellerin“ für ihre Rolle in Matilda (Nominierung)
- 1997: National Television Award in der Kategorie „Most Popular Actress“ für ihre Rolle in Where the Heart Is (Nominierung)
- 1998: National Television Award in der Kategorie „Most Popular Actress“ für ihre Rolle in Where the Heart Is (Nominierung)
- 2000: National Television Award in der Kategorie „Most Popular Actress“ für ihre Rolle in Where the Heart Is (Nominierung)
- 2007: Laurence Olivier Award in der Kategorie Best Performance in a Supporting Role für ihre Rolle im Bühnenstück The Entertainer (Nominierung)
- 2008: Clarence Derwent Award in der Kategorie Erfolgversprechendste Schauspielerin für ihre Rolle im Bühnenstück The Entertainer (Auszeichnung)

Quelle: